# Шагелук (Аљаска)
Шагелук (енгл. Shageluk) град је у америчкој савезној држави Аљаска.

## Демографија
По попису из 2010. године број становника је 83, што је 46 (-35,7%) становника мање него 2000. године.
| Група             | 2000.    | 2010.    |
| Белци             | 4 (3,1%) | 3 (3,6%) |
| Афроамериканци    | 0 (0,0%) | 0 (0,0%) |
| Азијати           | 0 (0,0%) | 0 (0,0%) |
| Хиспаноамериканци | 0 (0,0%) | 0 (0,0%) |
| Укупно            | 129      | 83       |